# Yuria 100 Shiki
Yuria 100 Shiki (ユリア100式 Yuria Hyaku-shiki?) es una serie de manga escrita por Shigemitsu Harada e ilustrada por Nobuto Hagio y su adaptación al anime es dirigida por Noriyuki Abe. Ha estado en publicación por Young Animal desde el año 2006. 
En diciembre del año 2006 la Prefectura de Kanagawa categorizó el manga como inadecuado para menores de edad.
Un CD de drama fue publicado en el año 2008 y una adaptación espera ser anunciada.

## Argumento
El Dr. Akiba es un científico pervertido quién ha construido una serie de robots sexuales y el tipo 100 es su creación más novedosa, ésta cuenta con una avanzada inteligencia artificial, tan avanzada que rechazó en convertirse en la esclava sexual del Dr. Akiba y decide escaparse de su laboratorio. En su escape, conoce a Shunsuke Kubo, un estudiante de universidad que le permite quedarse en su apartamento, comenzando así una vivencia entre una robot que todo lo relaciona con tener sexo y un chico muy fiel a su novia.

## Personajes

### Personajes principales
- Yuria Tipo 100 (ユリア100式 Yuria 100 Shiki?), Yuria es un Juguete sexual humanoide diseñado con el solo propósito de ser la esclava sexual de su maestro, pero tiene una falla de conducta, ella no quiere ser un juguete sexual. Luego de escapar de su creador, ella conoce a Kubo Shunske, quien le da un lugar para quedarse. Ella entonces peleará una batalla entre su programación que la hará quedar en situaciones embarazosas y el hecho de que de a poco se va enamorando de Shunske.
- Shunsuke Kubo (久保瞬介 Kubo Shunsuke?), Estudiante de Universidad, luego de ver desnuda a Yuria en la calle, decide darle un lugar donde alojarse, lo que no se imaginaba era que se estaría comprometiendo a cuidar a un robot creado para ser juguete sexual y que lo llevaría a las situaciones más embarazosas posibles y a muchos problemas con su novia María.

### Personajes secundarios
- Yuria Tipo 105 (ユリア105式 Yuria 105 Shiki?), Llamada Juria, Segunda esclava sexual creada y que al igual que Yuria escapa del Dr. Akiba, ahora vive como una muñeca tamaño real en casa de Yoshio.
- Yuria Tipo 108 (ユリア108式 Yuria 108 Shiki?), Llamada Jurin, Tercera esclava sexual creada y que al igual que las anteriores escapa del Dr. Akiba. Yurin es una chica loli quien está por los momentos alojada junto con Ippei.
- Maria Nakamura (中村まりあ Nakamura Maria?), María es hija de una familia de grandes riquesas y está comprometida con Shunske.
- Yoshio (良夫 Yoshio?) - Yoshio es un joven de 17 años que deja que Yuria se quede con él, preocupando a su madre por su afición a las muñecas y más ahora que tiene una tamaño real.
- Ippei Yamamoto (山本一平 Yamamoto Ippei?) - Quiere ser profesor, termina quedándose con Yurin.
- Lucy Mark II (ルーシーMarkII Lucy Mark II?) -Juguete sexual Americano Humanoide quien es el rival de la serie Yuria, a diferencia de la versión Yuria puede tener sexo con cualquier persona.
- Lucy Mark 3.5 (ルーシーMark3.5 Lucy Mark 3.5?) -segunda muñeca sexual de la serie Lucy Mark, es una muñeca sexual hermafrodita, tiene la parte superior de una mujer y la inferior de un hombre.
- Dr. Ayumu Akiba  (秋葉歩博士 Akiba Ayumu Hakase?) - Creador de las muñecas sexuales Yuria.